# Gift for Fanks
『Gift for Fanks』（ギフト・フォー・ファンクス）は、1987年7月1日にリリースされたTM NETWORKの初のベスト・アルバムである。

## 解説
4thアルバム「Self Control」までの楽曲と12インチシングルの3曲、シングル「Get Wild」を収録した初のベスト・アルバム。当時、CDはまだLPやカセットテープと同時発売するのが一般的な時代だったが、CDの限界いっぱいを使った73分強という収録時間の関係上、CDのみでのリリースとなり、自身初のオリコン1位を獲得した。
音楽雑誌「GB DELUXE」1987年夏号のインタビューによると、「『Self Control』の発売を境目にファン層が広がったので、新しいファンに昔の曲を知らない人に教えてあげたい、昔からのファンもCDという媒体で聴き直してみてほしい」という感覚があると木根は発言しており、「『Self Control』が売れたということのお礼、皆さんにお中元をという気持ちで、無料ではなく格安でという気持ちがある、TM NETWORKの軌跡をぜひ聞いてほしい」と語っている。また「これまでのLPを全部持っている人にも、『TMがここまで来たのを感じてほしい』とも語っている。
音楽雑誌「PATi PATi」1987年8月号のインタビューによると、小室は「デビューから3年でずいぶん変化した。音にしても、曲にしても、コンセプトにしても、目まぐるしい展開でここまで来た気がする。自分たちは無難を求めるタイプ。自分たちを作っていくことを自然にできるところがある。強い個性があって、方向性がカッチリ決まっていたら、柔軟な展開はできていなかった」と答えている。木根は「僕らは3年で10年分の変化をしてきたのではないか。改めて初期の曲を聴くと、ずいぶん若い印象がある」と答えている。

## 選曲・曲順
選曲・曲順にあたっては、ポリシーはあったが、メンバーがスタッフに一任した。「レコーディングの光景を思い出したり、最近、この曲をライブで演奏していないと思ったりして、懐かしいな。どれも名曲だなあ」と木根はコメントしている。
6曲目から8曲目まで木根が作曲したバラードが3曲並んでいるが、「バラードっぽい路線のアルバムを1枚作るのもいいな」と木根は述べている。

## 収録曲
| 全編曲: 小室哲哉。 |                                                                    |            |                    |       |
| #                  | タイトル                                                           | 作詞       | 作曲               | 時間  |
| 1.                 | 「Get Wild」                                                       | 小室みつ子 | 小室哲哉           | 4:00  |
| 2.                 | 「Come on Let's Dance (This is the FANKS DYNA-MIX)」               | 神沢礼江   | 小室哲哉           | 4:56  |
| 3.                 | 「PASSENGER」                                                      | 神沢礼江   | 小室哲哉           | 5:51  |
| 4.                 | 「YOUR SONG ("D"Mix)」                                             | 小室哲哉   | 小室哲哉・木根尚登 | 6:39  |
| 5.                 | 「DRAGON THE FESTIVAL (ZOO MIX)」                                  | 小室哲哉   | 小室哲哉           | 7:17  |
| 6.                 | 「1/2の助走」                                                      | 西門加里   | 木根尚登           | 5:15  |
| 7.                 | 「愛をそのままに」                                                 | 西門加里   | 木根尚登           | 4:44  |
| 8.                 | 「Confession 〜告白〜」                                            | 西門加里   | 木根尚登           | 5:04  |
| 9.                 | 「RAINBOW RAINBOW (陽気なアインシュタインと80年代モナリザの一夜)」 | 西門加里   | 小室哲哉           | 5:33  |
| 10.                | 「1974 (16光年の訪問者)」                                          | 西門加里   | 小室哲哉           | 4:00  |
| 11.                | 「8月の長い夜」                                                    | 三浦徳子   | 小室哲哉           | 4:57  |
| 12.                | 「NERVOUS」                                                        | 川村真澄   | 小室哲哉           | 4:46  |
| 13.                | 「You can Dance」                                                  | 西門加里   | 小室哲哉           | 4:57  |
| 14.                | 「Self Control (方舟に曳かれて)」                                  | 小室みつ子 | 小室哲哉           | 5:03  |
| 合計時間:          | 合計時間:                                                          | 合計時間:  | 合計時間:          | 73:02 |

| 全作詞: 小室みつ子、全作曲・編曲: 小室哲哉。 |                              |            |            |
| #                                            | タイトル                     | 作詞       | 作曲・編曲 |
| 1.                                           | 「Get Wild」(Video Clip)     | 小室みつ子 | 小室哲哉   |
| 2.                                           | 「Self Control」(Video Clip) | 小室みつ子 | 小室哲哉   |

## 楽曲解説
1. Get Wild
10thシングル。アルバム初収録。
2. Come on Let's Dance (This is the FANKS DYNA-MIX)
6thシングル。シングルバージョンはアルバム初収録。
3. PASSENGER
3rdアルバム『GORILLA』収録曲。
4. YOUR SONG ("D"Mix)
5thシングル。シングルバージョンはアルバム初収録。
5. DRAGON THE FESTIVAL (ZOO MIX)
4thシングル。シングルバージョンはアルバム初収録。
6. 1/2の助走
1stアルバム『RAINBOW RAINBOW』収録曲。
7. 愛をそのままに
2ndアルバム『CHILDHOOD'S END』収録曲。
8. Confession 〜告白〜
3rdアルバム『GORILLA』収録曲。
9. RAINBOW RAINBOW (陽気なアインシュタインと80年代モナリザの一夜)
1stアルバム『RAINBOW RAINBOW』収録曲。
10. 1974 (16光年の訪問者)
2ndシングル。シングルバージョンはアルバム初収録。
11. 8月の長い夜
2ndアルバム『CHILDHOOD'S END』収録曲。
12. NERVOUS
3rdアルバム『GORILLA』収録曲。
アルバム『GORILLA』ではCD頭出しの際、前曲「GIVE YOU A BEAT」のアウトロが一瞬だけ聞こえるが、本作ではこの部分は入っていない。以降に発売されたベストアルバム作品に収録されたものは全て本作に収録されているバージョンである。
13. You can Dance
6thシングル「Come on Let's Dance (This is the FANKS DYNA-MIX)」のカップリング曲。
14. Self Control (方舟に曳かれて)
9thシングル。本作に収録されているのは、4thアルバム『Self Control』に収録されているバージョン。

## クレジット
- Produced : 小室哲哉
- Co-Produced : 小坂洋二
- Mainly Mixed : 伊東俊郎
- Directed : 山口三平
- Art Direction : 高橋伸明
- Photography : 大川直人

## リリース履歴
| No. | 日付           | レーベル                      | 規格 | 規格品番    | 最高順位 | 備考 |
| --- | -------------- | ----------------------------- | ---- | ----------- | -------- | --- |
| 1   | 1987年7月1日   | EPIC/SONY                     | CD   | 32・8H-125  | 1位      | |
| 2   | 1991年9月5日   | Epic/Sony Records             | CD   | ESCB-1207   | -        | |
| 3   | 1996年6月17日  | Epic/Sony Records             | CD   | ESCB-1755   | -        | |
| 4   | 2004年3月31日  | Epic Records                  | CD   | ESCL-2526   | -        | CD-BOX『WORLD HERITAGE DOUBLE-DECADE COMPLETE BOX』（完全生産限定盤）収録 紙ジャケット、24bitデジタルリマスタリング仕様 |
| 5   | 2007年11月21日 | GT music（Sony Music Direct） | CD   | MHCL-1218/9 | -        | DVD付・デジタルリマスタリング仕様                                                                                       |